# Tony Succar
Antonio Guillermo dit Tony Succar, né le 18 mai 1986, est un percussionniste, compositeur, arrangeur, chef d'orchestre et producteur péruvien-américain.

## Enfance
Cette section ne s'appuie pas, ou pas assez, sur des sources secondaires ou tertiaires indépendantes du sujet. Le texte peut contenir des analyses inexactes ou inédites de sources primaires.
Pour l'améliorer, ajoutez-en, ou placez des modèles {{Source secondaire souhaitée}} ou {{Source secondaire nécessaire}} sur les passages mal sourcés. (avril 2024)
Tony Succar est né à Lima, au Pérou. Quand il avait deux ans, sa famille a émigré aux États-Unis et s'est installée à Miami (Floride). Parmi ses proches se trouvaient un certain nombre de musiciens qui ont encouragé Tony à se lancer dans la musique. 
La tradition musicale de la famille a commencé avec ses arrière-grands-parents paternels, le compositeur mexicain Lauro D. Uranga et la danseuse de flamenco espagnole Adelina Esteve Gregory. Le père de Tony, Antonio F. Succar, est un pianiste péruvien et sa mère Mimy Succar Tayrako Sakaguchi est une chanteuse péruvienne-américaine d'origine japonaise.
Depuis l'âge de 3 ans, Tony a commencé à jouer du cajón péruvien. Quand Succar avait 13 ans, il a commencé à jouer de la batterie avec le groupe de ses parents lorsqu'ils se produisaient lors de mariages et d'autres réceptions privées et professionnelles, principalement à Miami.

## Études
Cette section ne s'appuie pas, ou pas assez, sur des sources secondaires ou tertiaires indépendantes du sujet. Le texte peut contenir des analyses inexactes ou inédites de sources primaires.
Pour l'améliorer, ajoutez-en, ou placez des modèles {{Source secondaire souhaitée}} ou {{Source secondaire nécessaire}} sur les passages mal sourcés. (avril 2024)
Tony Succar a fréquenté la Miami Sunset Senior High School dans le comté de Miami-Dade. À l'époque, son rêve était d'être un joueur de football professionnel et il a joué dans plusieurs équipes, y compris l'équipe de son lycée qui a remporté les championnats d'État de 2004. Plus tard, il a essayé d'obtenir une bourse de football à l'Université internationale de Floride (FIU). Ne pouvant obtenir de bourse, son père lui conseille de postuler à l'école de musique de la FIU. À la recherche d'un entretien avec le professeur de batterie de l'école, il a fini par auditionner pour le groupe de latin jazz et a été rapidement accepté. Succar a obtenu un baccalauréat ès arts en performance jazz en 2008 et a poursuivi ses études pour une maîtrise, qu'il a obtenue en 2010.

## Carrière musicale
Tony Succar avait déjà une carrière musicale active alors qu'il était encore étudiant de premier cycle, il avait notamment repris la direction musicale du groupe familial, qu'il a rebaptisé Mixtura. 
Le 21 septembre 2010, Succar a sorti un album enregistré lors de son récital de fin d'études, un concert live mettant en vedette Mixtura au Wertheim Performing Arts Center de Miami. Ce CD/DVD contient un mélange d'arrangements d'influences latines de standards du jazz et de compositions originales, acclamé par la critique (notamment Audiophile Audition et JazzChicago).
Après avoir obtenu son diplôme à la FIU, Succar y est devenu artiste en résidence en 2012, continuant à travailler avec les étudiants en musique de l'école sur un certain nombre de projets. Il est le plus jeune artiste à occuper ce poste à la FIU. [7]
Tony Succar a travaillé avec un certain nombre d'artistes de premier plan dans les genres musicaux latinos. Il s'agit notamment de Tito Nieves, La India, Kevin Ceballo, Michael Stuart, Jon Secada, Jennifer Peña, Jean Rodríguez et Obie Bermúdez, qui ont tous collaboré avec lui sur Unity: The Latin Tribute to Michael Jackson.
En 2019, Succar a été nommé pour un Latin Grammy Award dans quatre catégories distinctes, remportant le prix du meilleur album de salsa et celui de producteur de l'année.

## 2015: Le projetUnity
Unity: The Latin Tribute to Michael Jackson est un projet collaboratif créé pour produire un hommage musical à Michael Jackson, que ce soit à travers des performances live ou d'un album composé de 14 chansons de Jackson réécrites pour inclure des influences latines, principalement de la salsa et de rythmes latino-américains.
Tony Succar, qui était un fan de longue date du travail de Jackson, est le fondateur et producteur du projet. 
Unity a été lancé en 2015 avec un concert au théâtre Olympia de Miami, présenté par Gloria Estefan, sponsorisé et transmis par PBS TV et 360 stations de radio, aux heures de grande écoute, le vendredi soir à 21h00, et également sponsorisé par Universal Music Classic. Unity comprend plus de 100 musiciens, tels que des superstars latines telles que Tito Nieves, Jon Secada,  La India, Obie Bermúdez, Jennifer Peña, Michael Stuward, Angel Lopez,  Sheila E., Judith Hill, Jean Rodríguez, Fernando Vargas, Maribel Diaz, Kevin Ceballo

## 2021: activités au Pérou
En janvier 2021, il est annoncé juge pour la vingt-neuvième saison de l'émission de chant et d'imitation Yo soy. Il a également participé à la trentième saison lors des premiers programmes, où il a été remplacé par Ángel López. 
Début juillet 2021, il participe en tant que coach à La voz Senior (version péruvienne de The Voice)  aux côtés de Daniela Darcourt (es), des frères Lucía et Joaquín Galán (Pimpinela) et d'Eva Ayllón.
En août 2021, il lance son documentaire biographique Más de mí pour Movistar Play, qui comprend la participation de Jean Rodríguez, Issac Delgado, Haila Mompié, Cimafunk, Alexander Abreu, Obie Bermúdez, Gian Marco, Ángel López, Debi Nova, Ronald Borjas et Richard Bona entre autres.

## Discographie
Álbums studio
Autre titres
- Tony Succar · La India · Mimy Succar · Haila · Diego Giraldo - Sin Fronteras (2022)

Participations
- Pete Perignon x Tony Succar x Marcial Istúriz - No Se Dejen Engañar (2023)

Compilations
- 2010: Live at the Wertheim Performing Arts Center CD/DVD
- 2012: De one (Live Sessions), vol. 1
- 2015: Unity: The Latin Tribute to Michael Jackson
- 2016: Unity: The Latin Tribute to Michael Jackson (Live Concert Special)
- 2021: Live in Peru